# Pipili
Pipili es una ciudad y comité de área notificada situada en el distrito de Puri en el estado de Odisha (India). Su población es de 17623 habitantes (2011). Se encuentra a 23 km de Bhubaneswar y a 44 km de Cuttack.

## Demografía
Según el censo de 2011 la población de Pipili era de 17623 habitantes, de los cuales 9036 eran hombres y 8587 eran mujeres. Pipili tiene una tasa media de alfabetización del 86,23%, superior a la media estatal del 72,87%: la alfabetización masculina es del 91,14%, y la alfabetización femenina del 81,04%.